# L'Homme au chapeau de soie
Pour plus de détails, voir Fiche technique et Distribution.
L'Homme au chapeau de soie est un documentaire français réalisé par Maud Linder, sorti en 1985.

## Fiche technique
- Titre : L'Homme au chapeau de soie
- Réalisation : Maud Linder
- Scénario : Maud Linder
- Son : Jacques Thomas-Gérard
- Musique : Jean-Marie Sénia
- Société de production : Les Films Max Linder
- Pays de production :  France
- Genre : documentaire
- Durée : 93 minutes
- Date de sortie : 
  - France : 18 septembre 1985

## Distribution
- Max Linder
- Sarah Bernhardt
- Benoît Constant Coquelin
- Maud Linder (voix)

## Distinctions
- 1983 : Festival de Cannes (en compétition)[1]